# Stazione di Togoshi-kōen
La stazione di Togoshi-kōen (戸越公園駅?, Togoshi-kōen-eki) è una stazione ferroviaria di Tokyo che si trova a Shinagawa ed è servita dalla linea ● Ōimachi della Tōkyū Corporation.

## Linee
Tōkyū Corporation
● Linea Tōkyū Ōimachi

## Struttura
La stazione è costituita da due binari in superficie con due marciapiedi laterali.
| 1 | ● Linea Ōimachi | per Hatanodai, Ōokayama, Jiyūgaoka, Futako-Tamagawa e Mizonokuchi |
| 2 | ● Linea Ōimachi | per Ōimachi                                                       |

## Stazioni adiacenti
| «                    | Servizio            | »                   |
| Linea Tōkyū Ōimachi  | Linea Tōkyū Ōimachi | Linea Tōkyū Ōimachi |
| -------------------- | ------------------- | ------------------- |
| Shimo-Shinmei        | Locale (A/B)        | Nakanobu            |
| L'espresso non ferma |                     |                     |